# بانكروف (نبراسكا)
بانكروف (بالإنجليزية: Bancroft, Nebraska)‏ هي منطقة سكنية تقع في الولايات المتحدة في مقاطعة كومينغ، نبراسكا. يقدر عدد سكانها بـ 495 نسمة ومساحتها 0.96 كم2 وترتفع عن سطح البحر 408 متر.

## التركيبة السكانية
قام مكتب تعداد الولايات المتحدة بتحديد بيانات التركيبة السكانية لبانكروف في تعداد الولايات المتحدة. في ما يلي، التركيبة السكانية حسب تعدادي 2000 و2010.

### تعداد عام 2000
بلغ عدد سكان بانكروف 520 نسمة بحسب تعداد عام 2000، وبلغ عدد الأسر 227 أسرة وعدد العائلات 138 عائلة مقيمة في القرية. في حين سجلت الكثافة السكانية 1,417.7 نسمة لكل ميل مربع (547.4/كم2). وبلغ عدد الوحدات السكنية 252 وحدة بمتوسط كثافة قدره 687.1 نسمة لكل ميل مربع (265.3/كم2).
وتوزع التركيب العرقي للقرية بنسبة 97.69% من البيض و 0.96% من الأمريكيين الأصليين و 0.58% من سكان جزر المحيط الهادئ و 0.77% من عرقين مختلطين أو أكثر.
```
وبلغت نسبة 
الأزواج
 القاطنين مع بعضهم البعض 48.0% من أصل المجموع الكلي للأسر، ونسبة 7.5% من الأسر كان لديها معيلات من الإناث دون وجود شريك، وكانت نسبة 38.8% من غير العائلات. تألفت نسبة 37.9% من أصل جميع الأسر من أفراد ونسبة 27.8% كانوا يعيش معهم شخص وحيد يبلغ من العمر 65 عاماً فما فوق. وبلغ متوسط حجم الأسرة المعيشية 3.04، أما متوسط حجم العائلات فبلغ 2.29.
```

None
بلغ متوسط دخل الأسرة في القرية 28,500 دولار، أما متوسط دخل العائلة فبلغ 36,667 دولار. وكان متوسط دخل الذكور 31,250 دولار مقابل 20,385 دولار للإناث. وسجل دخل الفرد الخاص بالقرية 17,244 دولار. وكانت نسبة 11.1% من العائلات ونسبة 10.8% من السكان تحت خط الفقر،

### تعداد عام 2010
بلغ عدد سكان بانكروف 495 نسمة بحسب تعداد عام 2010، وبلغ عدد الأسر 210 أسرة وعدد العائلات 137 عائلة مقيمة في القرية. في حين سجلت الكثافة السكانية 1,337.8 نسمة لكل ميل مربع (516.5/كم2). وبلغ عدد الوحدات السكنية 232 وحدة بمتوسط كثافة قدره 627.0 لكل ميل مربع (242.1/كم2).
وتوزع التركيب العرقي للقرية بنسبة 92.9% من البيض و 1.8% من الأمريكيين الأصليين و 0.2% من الأمريكيين ذوي الأصول الآسيوية و 2.6% من عرقين مختلطين أو أكثر.
بلغ عدد الأسر 210 أسرة كانت نسبة 30.0% منها لديها أطفال تحت سن الثامنة عشر تعيش معهم، وبلغت نسبة الأزواج القاطنين مع بعضهم البعض 55.7% من أصل المجموع الكلي للأسر، ونسبة 6.2% من الأسر كان لديها معيلات من الإناث دون وجود شريك، بينما كانت نسبة 3.3% من الأسر لديها معيلون من الذكور دون وجود شريكة وكانت نسبة 34.8% من غير العائلات. تألفت نسبة 30.5% من أصل جميع الأسر من أفراد ونسبة 15.8% كانوا يعيش معهم شخص وحيد يبلغ من العمر 65 عاماً فما فوق. وبلغ متوسط حجم الأسرة المعيشية 2.99، أما متوسط حجم العائلات فبلغ 2.36.
بلغ العمر الوسطي للسكان 40.9 عاماً. وكانت نسبة 26.1% من القاطنين تحت سن الثامنة عشر، وكانت نسبة 7.4% بين الثامنة عشر والأربعة وعشرون عاماً، ونسبة 20.9% كانت واقعةً في الفئة العمرية ما بين الخامسة والعشرون حتى والأربعة وأربعون عاماً، ونسبة 27.8% كانت ما بين الخامسة والأربعون حتى الرابعة والستون، ونسبة 18.2% كانت ضمن فئة الخامسة والستون عاماً فما فوق. وتوزع التركيب الجنسي للسكان بنسبة 48.1% ذكور و51.9% إناث.